# 6-й гвардейский истребительный авиационный корпус
6-й гварде́йский истреби́тельный авиацио́нный Львовский Краснознамённый ордена Суворова корпус (6-й гв. иак) — соединение Военно-Воздушных сил (ВВС) Вооружённых Сил РККА, принимавшее участие в боевых действиях Великой Отечественной войны.

## Наименования корпуса
За весь период своего существования корпус несколько раз менял своё наименование:
- 5-й смешанный авиационный корпус;
- 7-й истребительный авиационный корпус[1];
- 7-й истребительный авиационный Львовский корпус[2];
- 6-й гвардейский истребительный авиационный Львовский корпус;
- 6-й гвардейский истребительный авиационный Львовский Краснознамённый корпус;
- 6-й гвардейский истребительный авиационный Львовский Краснознамённый ордена Суворова корпус;
- 78-й гвардейский истребительный авиационный Львовский Краснознамённый ордена Суворова корпус.

## Создание корпуса
Корпус сформирован приказом НКО СССР 27 октября 1944 года путём переименования из 7-го Львовского истребительного авиационного корпуса.

## Преобразование корпуса
- 6-й гвардейский истребительный авиационный Львовский Краснознамённый ордена Суворова корпус 20 февраля 1949 года переименован в 78-й гвардейский Львовский Краснознамённый ордена Суворова истребительный авиационный корпус[4].
- 78-й гвардейский истребительный авиационный Львовский Краснознамённый ордена Суворова корпус в апреле 1960 года был расформирован, а его части и соединения вошли во вновь сформированный 7-й корпус ПВО.

## В действующей армии
В составе действующей армии:
- с 27 октября 1944 года по 11 мая 1945 года, итого: 197 дней.

## Командование корпуса

### Командир корпуса
| Звание                    | Имя                       | Период               | Примечание |
| ------------------------- | ------------------------- | -------------------- | ---------- |
| Генерал-лейтенант авиации | Утин Александр Васильевич | 27.10.1944 — 06.1946 |            |
| полковник                 | Юдаков Алексей Павлович   | 06.1946 — 28.02.1947 |            |

### Начальник штаба
Генерал-майор авиации Семенов Александр Алексеевич

## В составе объединений
| Объединение                                  | Период                  |
| -------------------------------------------- | ----------------------- |
| 2-я воздушная армия 1-го Украинского фронта  | 27.10.1944 — 11.05.1945 |
| 2-я воздушная армия Центральная группа войск | 07.06.1945 — 20.02.1949 |

## Соединения, части и отдельные подразделения корпуса

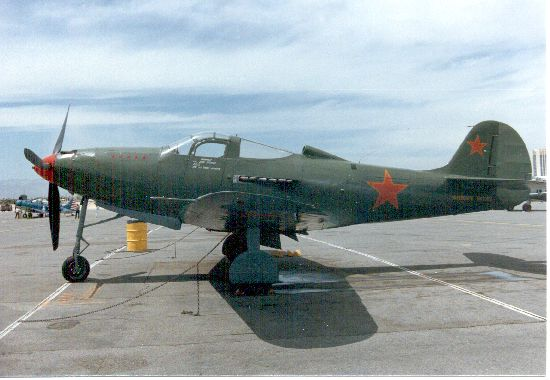
Самолет корпуса P-39 Аэрокобра

- 9-я гвардейская Мариупольско-Берлинская ордена Ленина Краснознаменная ордена Богдана Хмельницкого истребительная авиационная дивизия[8][9]
  - 16-й гвардейский Сандомирский ордена Александра Невского истребительный авиационный полк Р-39
  - 100-й гвардейский Ченстоховский орденов Богдана Хмельницкого и Александра Невского истребительный авиационный полк Р-39
  - 104-й гвардейский Краковский ордена Александра Невского истребительный авиационный полк Р-39
- 22-я гвардейская Кировоградская истребительная авиационная дивизия[8][9]
  - 129-й гвардейский Сандомирский орденов Богдана Хмельницкого и Александра Невского истребительный авиационный полк Р-39
  - 212-й гвардейский Ярославский ордена Александра Невского истребительный авиационный полк Р-39
  - 213-й гвардейский Одерский орденов Богдана Хмельницкого и Александра Невского истребительный авиационный полк Р-39
- 23-я гвардейская Черкасская Краснознаменная ордена Богдана Хмельницкого истребительная авиационная дивизия[8][9]
  - 21-й гвардейский Черкасский Краснознамённый ордена Кутузова истребительный авиационный полк Р-39
  - 69-й гвардейский Краковский ордена Александра Невского истребительный авиационный полк Р-39
  - 211-й гвардейский Ярославский орденов Суворова и Кутузова истребительный авиационный полк Р-39
- 11-я гвардейская истребительная авиационная дивизия (с 1947 года)
  - 1-й гвардейский истребительный авиационный полк
  - 5-й гвардейский истребительный авиационный полк
  - 106-й гвардейский истребительный авиационный полк
- 14-я отдельная гвардейская авиационная эскадрилья связи[5]
- 69-я отдельная гвардейская рота связи[5]
- 2675-я военно-почтовая станция[5]

## Участие в операциях и битвах
- Карпатско-Дуклинская операция — с 27 октября 1944 года по 28 октября 1944 года.
- Висло-Одерская операция — с 12 января 1945 года по 3 февраля 1945 года.
- Сандомирско-Силезская операция[6] — с 12 января 1945 года по 3 февраля 1945 года.
- Нижне-Силезская операция[6] — с 8 февраля 1945 года по 24 февраля 1945 года.
- воздушная блокада Бреслау — с 23 февраля 1945 года по 6 мая 1945 года.
- Верхне-Силезская операция[6] — с 15 марта 1945 года по 31 марта 1945 года.
- Берлинская операция[6] — с 16 апреля 1945 года по 8 мая 1945 года.
- Пражская операция[6] — с 6 мая 1945 года по 11 мая 1945 года.

## Почётные наименования
- 9-й гвардейской Мариупольской Краснознамённой орденов Ленина и Богдана Хмельницкого II степени истребительной авиационной дивизии присвоено почётное наименование «Берлинская»[10].
- 16-му гвардейскому истребительному авиационному полку присвоено почётное наименование «Сандомирский»[11].
- 129-му гвардейскому истребительному авиационному полку присвоено почётное наименование «Сандомирский»[11]
- 100-му гвардейскому истребительному авиационному полку присвоено почетное наименование «Ченстоховский»[12].
- 69-му гвардейскому истребительному авиационному полку присвоено почетное наименование «Краковский»[13].
- 104-му гвардейскому истребительному авиационному полку присвоено почетное наименование «Краковский»[13]
- 213-му гвардейскому истребительному авиационному полку присвоено почетное наименование «Одерский»[14].

## Награды

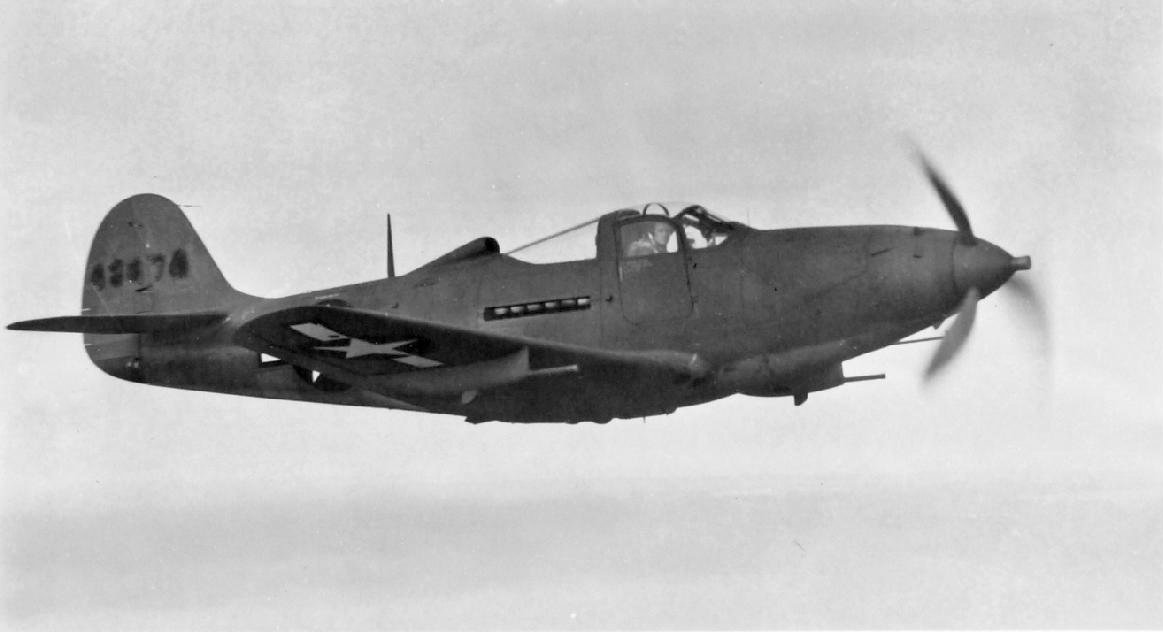
Самолет корпуса Р-39 Аэрокобра

- 6-й гвардейский истребительный авиационный Львовский корпус Указом Президиума Верховного Совета СССР от 19 февраля 1945 года за образцовое выполнение заданий командования в боях с немецкими захватчиками, за овладение городам Ченстохова, Пшедбуж и Радомско, и проявленные при этом доблесть и мужество награждён орденом «Красного Знамени»[15].
- 9-я гвардейская истребительная авиационная Мариупольская ордена Богдана Хмельницкого дивизия Указом Президиума Верховного Совета от 5 апреля 1945 года СССР награждена орденом «Боевого Красного Знамени».
- 9-я гвардейская истребительная авиационная Мариупольская Краснознамённая ордена Богдана Хмельницкого Указом Президиума Верховного Совета от 28 мая 1945 года СССР награждена орденом «Ленина».
- 22-я гвардейская истребительная авиационная Кировоградская дивизия Указом Президиума Верховного Совета СССР от 4 июня 1945 года награждена орденом «Ленина».
- 22-я гвардейская истребительная авиационная Кировоградская дивизия Указом Президиума Верховного Совета СССР награждена орденом «Боевого Красного Знамени».
- 22-я гвардейская истребительная авиационная Кировоградская дивизия Указом Президиума Верховного Совета СССР от 19 февраля 1945 года награждена орденом «Кутузова II степени».
- 23-я гвардейская истребительная авиационная Черкасская дивизия Указом Президиума Верховного Совета СССР награждена орденом «Красного Знамени».
- 23-я гвардейская истребительная авиационная Черкасская дивизия Указом Президиума Верховного Совета СССР награждена орденом «Богдана Хмельницкого II степени».
- 16-й гвардейский истребительный авиационный Сандомирский полк Указом Президиума Верховного Совета СССР от 26 апреля 1945 года награждён орденом «Александра Невского».
- 21-й гвардейский истребительный авиационный Черкасский Краснознамённый gолк Указом Президиума Верховного Совета СССР от 26 апреля 1945 года награждён орденом «Кутузова III степени».
- 69-й гвардейский истребительный авиационный Краковский полк Указом Президиума Верховного Совета СССР от 26 апреля 1945 года награждён орденом «Александра Невского».
- 100-й гвардейский истребительный авиационный Ченстоховский полк Указом Президиума Верховного Совета СССР от 26 мая 1945 года награждён орденом «Александра Невского».
- 100-й гвардейский истребительный авиационный Ченстоховский ордена Александра Невского полк Указом Президиума Верховного Совета СССР от 4 июня 1945 года награждён орденом «Богдана Хмельницкого II степени».
- 104-й гвардейский истребительный авиационный Краковский полк Указом Президиума Верховного Совета СССР от 26 апреля 1945 года награждён орденом «Александра Невского».
- 129-й гвардейский истребительный авиационный Сандомирский ордена Александра Невского полк Указом Президиума Верховного Совета СССР от 4 июня 1945 года награждён орденом «Богдана Хмельницкого II степени».
- 211-й гвардейский истребительный авиационный Ярославский полк Указом Президиума Верховного Совета СССР от 19 февраля 1945 года награждён орденом «Кутузова III степени».
- 211-й гвардейский истребительный авиационный Ярославский полк Указом Президиума Верховного Совета СССР от 4 июня 1945 года награждён орденом «Суворова III степени».
- 212-й гвардейский истребительный авиационный Ярославский полк Указом Президиума Верховного Совета СССР от 5 апреля 1945 года награждён орденом «Александра Невского».
- 213-й гвардейский истребительный авиационный Одерский полк Указом Президиума Верховного Совета СССР от 26 мая 1945 года награждён орденом «Александра Невского».
- 213-й гвардейский истребительный авиационный Одерский ордена Александра Невского полк Указом Президиума Верховного Совета СССР от 4 июня 1945 года награждён орденом «Богдана Хмельницкого II степени».